# Műhorizont

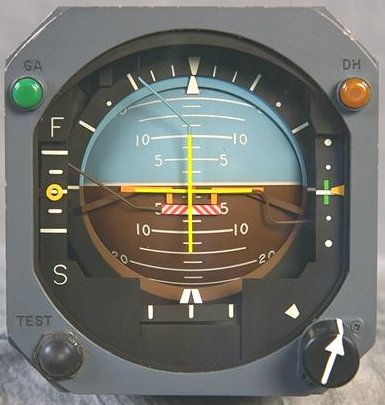
Műhorizont műszer, beépített siklópálya-kijelzővel

A műhorizont repülőgépekben használatos olyan műszer, amely rossz látási viszonyok között, illetve éjszaka repülve segíti a pilótát a tájékozódásban a repülőgép horizonthoz viszonyított helyzetének kijelzésével.
Megfelelő látási viszonyok mellett a valódi horizont látványa segít a repülőgép helyzetének megítélésében, de ha ez az információ hiányzik, valamivel pótolni kell. Erre megoldás a műhorizont (angolul attitude indicator), amely a giroszkópos (korábban pörgettyűs, napjainkban egyre inkább lézergiroszkópos) műszerek családjába tartozik.

## Használata
Egy magasságváltozás nélküli szabályos forduló elvégzéséhez ismerni kell a gép horizonthoz viszonyított helyzetét, amiből rögtön érzékelhető a bedöntés mértéke és az esetleges emelkedés vagy süllyedés is. Felhőben repülve például, annak rétegződése miatt, annyira csalóka lehet a csíkozódás vizuális hatása, hogy a pilóta automatikusan hozzáigazítja a gép helyzetét, mintha valóban a horizontot látná, de ezzel olyan kritikus helyzetbe hozhatja a gépet, ami akár katasztrófát is okozhat. Éjszaka repülve az ember számára legfontosabb érzékelés – a látás – kiesése olyan érzékcsalódásokat okozhat, amelyek leküzdése teljesen elvonhatja a pilóta figyelmét minden más fontos teendőről a pilótafülkében. A repülés közben végzett manőverekből eredő erők hatásai a külső környezet látványa nélkül például annyira megtévesztőek is lehetnek, hogy a pilóta hibásan ítélheti meg, hogy merre van a „fent” és a „lent”. A megfelelően beállított műhorizont tehát rendkívül fontos, de használatát évekig gyakorolni kell, mire rutinszerűvé válik az a képesség, hogy a környezet látásának kiesésekor a pilóta valóban elfogadja a műhorizont által kijelzett helyzetet.

## Működése, felépítése
A műhorizontban három szabadságfokú, nagy sebességű forgórendszer (pörgettyű, idegen szóval: giroszkóp) található, melynek főtengelye merőleges a repülőgép kereszt-tengelyére (szárnyaira) és a gép hossztengelyére is. A műszer a vízszintes és függőleges giroszkópkeret elmozdulását is kijelzi, amelyek a repülőgép térbeli mozgására reagálva fordítják el a műszerablakban látható kijelzőtárcsákat a horizonthoz viszonyított aktuális helyzetnek megfelelően. 
Mivel a giroszkóp itt függőleges beépítésű, ez a műszer nem jelzi a repülési irányt, arra a pörgettyűs iránytű használatos. A pörgettyű forgásához szükséges meghajtás lehet vákuumos, ami származhat a repülőgépmotor által hajtott vákuumszivattyúból, illetve lehet elektromos, amikor a műszerbe épített apró villamos motor gondoskodik a meghajtásról. Ebből kifolyólag a pörgettyűs műszerek csak a megfelelő meghajtás megléte esetén, egy nagyobb rendszer tagjaként működnek.
Induláskor a giroszkóp felpörgése után a műszert alaphelyzetbe kell hozni, hogy ne a megállásakor elbillent helyzete legyen a kiindulópont, hanem valóban a horizonttal párhuzamosan álljon, illetve ilyenkor még se emelkedést, se süllyedést ne mutasson. Ezt legegyszerűbben még a repülőgép felszállása előtt, a földön állva lehet megtenni. Erre a műveletre a felszállás előtti ellenőrzőlista (angolul: check list) fel is hívja a pilóták figyelmét. 
A giroszkóp üzemi sebességén nagyon gyorsan pörög (20-50 ezer fordulat/perc), így sok olyan műhorizont műszer létezik, amelyben egy apró generátor van a pörgettyűbe építve, ami ekkora sebességnél már képes egy apró glim-lámpát kigyújtani, ezzel jelezve a pilóta számára a megfelelő fordulatszám meglétét. A lámpa pislákoló fénye általában a műhorizont eget-és-földet szimbolizáló félgömbjén kialakított résen keresztül látható. Ez a kialakítás főleg az orosz repülőgépipar által készített műszerekre volt jellemző. Érdekességképpen megemlíthető, hogy sok orosz gyártású műhorizonton a világos szín jelzi a földet és a sötét az eget, ami a kijelzést az éjszakai égbolthoz teszi hasonlóvá. Más országok által gyártott műszereknél többnyire elfogadott, hogy az eget világoskék, a földet világosbarna színnel jelölik, illetve a megfelelő fordulatszám meglétét egy apró, általában piros színű zászlócska eltűnése jelzi a műszerablak jobb felső részén. 
A pörgettyűs műszerek nagy előnye, hogy a szokásos függőleges állású skálával egyszerűen illeszthetők a műszerfalba. Ha a pörgettyűre egy külső erő nyomatéka hat, ami a főtengelyének valamelyik síkban való elforgatására törekszik, akkor a főtengely a fellépő precessziós erő hatására erre a síkra merőlegesen elmozdul. Az elmozdulás mértéke pedig egyszerű fogaskerékáttételeken keresztül megjeleníthető a skálán. A műszer beépítésekor figyelni kell a gép repülési helyzetéhez viszonyított pontos elhelyezésre. Az esetlegesen fellépő apró eltéréseket a műszer horizontjelző vonalának egy külső forgatógomb általi beállításával lehet korrigálni.

## Kijelzések
A külső körgyűrűn beosztások láthatók fehér színnel. Ezek a gép oldalirányú bedöntését (hossztengely körüli elfordulását) hivatottak fokban kijelezni. A beosztások 10°, 20°, 30°, 60° és 90° bedöntési szöget jelölnek. Az eget és földet jelképező félgömbön látható beosztások pedig az emelkedés és süllyedés szögét (kereszt-tengely körüli elfordulás, bólintás) jelzik. A műszerek többségénél ráírják a hozzájuk tartozó szögértékeket is.

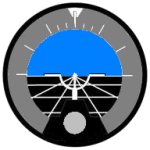
A műhorizont vízszintes, normál repülés
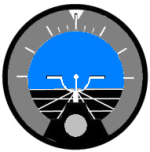
Emelkedés közben
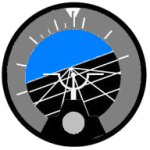
Ereszkedés jobbforduló közben
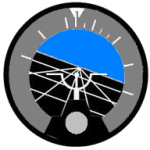
Ereszkedés balforduló közben

## A műszer védelme

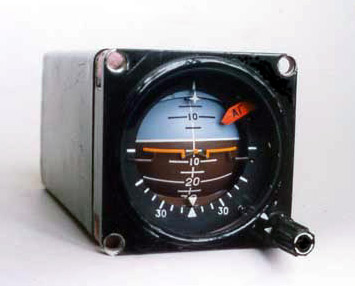
Műhorizont műszer

A giroszkóp nagy forgási sebessége miatt jelentős erőhatások érhetik az érzékeny csapágyakat műrepüléskor, illetve le- és felszálláskor. Sok új műszer már automatikusan rögzíti magát (idegen szóval: arretál) amikor a gyorsulás mértéke meghaladja a megengedett maximumot. A régebbi műszereket kézzel kellett arretálni, amikor arra szükség volt. A műhorizont-műszerek sajátossága, hogy arretáláskor alaphelyzetbe is kerülnek a giroszkópkeretek (és ezzel a kijelzések is), így induláskor elég csak arretálni, majd feloldani a rögzítést, megspórolva ezzel egy külön rögzítő és külön alaphelyzetbe hozó mechanikát. A levegőben végzett arretálás az előzőek miatt egyben azt is jelenti, hogy a műszer kijelzéseinek onnantól az lesz a kiindulópontja, ami nem feltétlenül esik egybe a földön álló helyzetben felvett értékekkel. Egy gyakorlott pilóta, jó látási viszonyok között a levegőben is el tudja végezni ezt a műveletet, ám ha jók a látási viszonyok, többnyire nincs is szükség a műhorizontra.
A be nem épített műszereket rendszeres időközönként forgatni kell a raktárak polcain, hogy megelőzzék a giroszkóp fémkereteinek elgörbülését a hőingadozás által előidézett dilatáció és a Föld gravitációjának együttes hatásai miatt.

## Digitális műhorizont

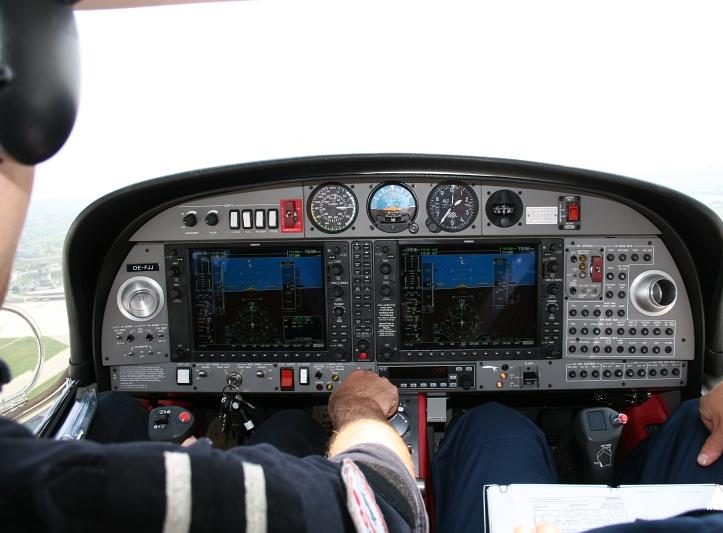
G1000-es Glass Cockpit egy DA42-es kisgépben

A mai korszerű kereskedelmi és katonai repülőgépekben a pörgettyűs műszer csak mint tartalék van jelen, az elsődleges információkat a pilóta előtt elhelyezkedő, direkt repülőgépekbe tervezett képernyőn (angolul Glass cockpit), vagy a pilóta látóterébe vetítő kijelzőn (angolul: Head Up Display) jelenítik meg. Az inerciális mérőegység (IMU) által kapott jelekből a digitális műhorizont számítógépe képes valós időben elkészíteni a mechanikus műszeren megszokott kijelzéseket, ám a képernyő adta szabadság miatt még számos más hasznos információ is helyet kaphat a közvetlen közelében.